# Salsoul Jam 2000
Salsoul Jam 2000 1997 szósty album Grandmaster Flash and the Furious Five.

## Spis utworów
1. Intro
2. Runaway
3. Hit and Run
4. High
5. Love Thang
6. Spring Rain
7. Dr. Love
8. Checkin' You Out
9. Make up Your Mind
10. I Got My Mind Made Up
11. Just the Right Size
12. My Love Is Free
13. Ooh I Love It (Love Break)
14. Let's Celebrate
15. Call Me
16. Slap Slap Lickety Lack
17. Let No Man Put Asunder
18. Love Sensation
19. Here's to You
20. Ten Percent